# Open di Francia 2015 - Doppio femminile in carrozzina
Yui Kamiji e Jordanne Whiley sono le campionesse in carica dell'Open di Francia 2014 - Doppio femminile in carrozzina.
Jiske Griffioen e Aniek Van Koot conquistano il titolo, battendo in finale proprio la coppia nippo-britannica con il punteggio di 7-6(1), 3-6, [10-8].

## Teste di serie
1. Yui Kamiji /  Jordanne Whiley (finale)
2. Jiske Griffioen /  Aniek Van Koot (campionesse)

## Tabellone

### Legenda
| - Q = Qualificato - WC = Wild card - LL = Lucky loser | - ALT = Alternate - SE = Special Exempt - PR = Protected Ranking | - w/o = Walkover - r = Ritirato - d = Squalificato |

|  | Semifinali | Semifinali                       | Semifinali                      | Semifinali | Semifinali |  |  | Finale | Finale                         | Finale | Finale | Finale |  |
|  |            |                                  |                                 |            |            |  |  |        |                                |        |        |        |  |
|  | 1          | Yui Kamiji Jordanne Whiley       | Yui Kamiji Jordanne Whiley      | 6          | 6          |  |  |        |                                |        |        |        |  |
|  |            | Charlotte Famin Sharon Walraven  | Charlotte Famin Sharon Walraven | 3          | 1          |  |  | 1      | Yui Kamiji Jordanne Whiley     | 6(1)   | 6      | 8      |  |
|  |            | Marjolein Buis Sabine Ellerbrock | 6                               | 2          | 6          |  |  |        | Jiske Griffioen Aniek Van Koot | 7      | 3      | 10     |  |
|  | 2          | Jiske Griffioen Aniek Van Koot   | 3                               | 6          | 10         |  |  |        |                                |        |        |        |  |